# World Straight Pool Championship
Het World Straight Pool Championship is een jaarlijks pool-toernooi in New Brunswick dat sinds 2006 plaatsvindt. De winnaar geldt als officiële wereldkampioen straight pool. Het deelnemersveld bestaat uit 64 mannen en vrouwen die samen in één toernooi uitkomen.

## Toernooivorm
- De 64 deelnemers worden onderverdeeld in acht groepen van acht personen. Vervolgens speelt iedereen één keer tegen de andere zeven spelers in zijn of haar groep, in partijen tot aan 100 punten. De beste vier per groep gaan door naar de laatste 32.
- De laatste 32 deelnemers spelen partijen tot 150 punten tegen elkaar. Om door te gaan naar de laatste zestien dient een speler twee partijen te winnen. Na iedere wedstrijdronde treft de winnaar van een wedstrijd een winnaar van een andere wedstrijd en de verliezer van een wedstrijd de verliezer van een andere wedstrijd. Dit gaat door tot er zestien spelers overblijven.
- De achtste-, kwart-, en halve finale worden gespeeld volgens een knock-outsysteem in wedstrijden tot 200 punten.

## Winnaars
| Jaar: | 1e:              | 2e:                  | 3e:                  |
| ----- | ---------------- | -------------------- | -------------------- |
| 2006  | Thorsten Hohmann | Thomas Engert        | Mika Immonen         |
| 2006  | Thorsten Hohmann | Thomas Engert        | Max Eberle           |
| 2007  | Oliver Ortmann   | Huidji See           | Martin Kempter       |
| 2007  | Oliver Ortmann   | Huidji See           | Danny Harriman       |
| 2008  | Niels Feijen     | Francisco Bustamante | Nick van den Berg    |
| 2008  | Niels Feijen     | Francisco Bustamante | Jasmin Ouschan       |
| 2009  | Stephan Cohen    | Mika Immonen         | Oliver Ortmann       |
| 2009  | Stephan Cohen    | Mika Immonen         | Johnny Archer        |
| 2010  | Oliver Ortmann   | Mika Immonen         | Thorsten Hohmann     |
| 2010  | Oliver Ortmann   | Mika Immonen         | Huidji See           |
| 2011  | Thorsten Hohmann | Mike Davis           | Alex Pagulayan       |
| 2011  | Thorsten Hohmann | Mike Davis           | Charlie Williams     |
| 2012  | John Schmidt     | Efren Reyes          | Darren Appleton      |
| 2012  | John Schmidt     | Efren Reyes          | Ralph Eckert         |
| 2013  | Thorsten Hohmann | Darren Appleton      | Francisco Bustamante |
| 2013  | Thorsten Hohmann | Darren Appleton      | John Schmidt         |
| 2014  | Darren Appleton  | Shane van Boening    | Max Eberle           |
| 2014  | Darren Appleton  | Shane van Boening    | Jewgeni Stalew       |
| 2015  | Thorsten Hohmann | Darren Appleton      | Reiner Wirsbitzki    |
| 2015  | Thorsten Hohmann | Darren Appleton      | Warren Kiamco        |